# 波格拉德茨區
波格拉德茨區是阿爾巴尼亞的36个旧区之一，这些区份在2000年7月全部撤销，并由新成立的12个州份取代。该区面积为725平方公里，人口数量为70,900人（2001年）。该区位于阿尔巴尼亚东部，区府为波格拉德茨。该区的范围为现今的科赤州波格拉德茨市镇。